# Waidhofen an der Ybbs
Waidhofen an der Ybbs és una ciutat d'Àustria d'11.304 habitants (2015), que té l'estatus de ciutat estatutària, situada al sud-oest de l'estat de la Baixa Àustria. Enclavada als estreps de les primeres serralades prealpines, té com a punt més alt el Wetterkogel, de 1115 m, al terme municipal d'Opponitz. El riu Ybbs travesa i divideix la ciutat de Waidhofen.

## Llocs d'interès
Innenstadt: Centre històric, amb nombrosos edificis medievals a l'interior de les antigues muralles. També hi ha diversos patis i porxos gòtics i façanes restaurades d'estil neorenaixentista i neobarroc.
Stadtpfarrkirche: Església parroquial més gran i antiga de Waidhofen construïda entre 1470 i 1510. La portalada de fusta és original de l'època.
Rothschildschloss: Castell originari del segle xii, si bé les parts més antigues que se'n conserven actualment són del 1400 aproximadament. Després de diverses restauracions modernes, l'edifici alberga un museu, un parc, un centre de turisme, i botiga de records.
Stadtturm (Torre de la ciutat): Torre del rellotge, de base quadrada, que ha esdevingut un dels símbols més coneguts de la ciutat. Amb 50 m d'alçada, és visible des dels afores. Va ser construït a la dècada de 1530 arran de l'expulsió de les hordes invasores turques. Una de les cares del rellotge marca sempre la mateixa hora, 3/4 de 12, per commemorar l'hora de la victòria dels ciutadans.
Ybbsturm and Stadttor (Torre d'Ybbs i Portal de la ciutat): Torre i portal qe romanen de les antigues muralles de la ciutat. S'hi troba inscrit en llatí el lema de la ciutat Ferrum chalybsque urbis nutrimenta - "Ferro i acer nodreixen la ciutat".
Mariensäule: Columna barroca i figura de la Mare de Déu, al centre de la ciutat, construït en 1665 com a símbol de la contrareforma.
Schwarzbachviadukt: Pont històric de finals del segle xix que travessa la vall de Schwarzbach (Riera negra). Hi passa el ferrocarril de visa estreta d'Ybbstalbahn (Ferrocarril de la vall d'Ybbs), que antigament anava de Waidhofen a Lunz am See, i actualment fa el servei de travessar la ciutat.
Krautberg: Turó que proporciona una agradable caminada des de la ciutat, identificable per la seva enorme creu blanca. Des d'allà s'ofereix una vista completa del nucli antic de la ciutat.
Wallfahrtskirche Basilika Sonntagberg: Església barroca, construïda entre 1706 i 1732, que constitueix un important centre de pelegrinatge catòlic, situal al nord de Waidhofen.